# Vladislav I
Vladislav I (n. 1325 – d. 1377) a fost domn al Țării Românești între 1364 și cca. 1377. A fost fiul lui Nicolae Alexandru și al Mariei Lackfi (care provenea dintr-o familie de nobili maghiari) și frate al voievodului Radu I. Vladislav I este cunoscut și sub numele de Vlaicu Vodă. A acceptat suzeranitatea maghiară, fapt pentru care a primit ca feude Amlașul, Severinul și Făgărașul.

## Biografie
Noul voievod va adăuga la titlurile moștenite și pe acelea de Ban de Severin (1368) și Duce de Făgăraș (1369), deși s-a aflat, încă de la urcarea pe scaun sub amenințarea permanentă a coroanei angevine. Astfel, în 1365, printr-o proclamație regală, Vlaicu era considerat uzurpator deoarece nu a prestat omagiul de vasalitate și și-a însușit un titlu ce nu-i aparținea. Relațiile rămân încordate și, înainte să aducă la supunere pe voievodul Țării Românești, Ludovic I al Ungariei și-a îndreptat lovitura asupra țarului bulgar de la Vidin, Ivan Strașimir, cumnatul lui Vladislav. Cucerirea cetății de scaun și îndepărtarea familiei domnitoare din această țară au condus la constituirea Banatului Bulgariei aservit coroanei maghiare, care a dorit să-l transforme într-un punct de sprijin al ofensivei catolice, atât asupra ținuturilor de la nord de Dunăre cât și în Balcani. Când, în 1368, Vladislav a refuzat să se alăture regelui maghiar spre a-i consolida stăpânirea asupra Vidinului, soarta Țării Românești a fost hotărâtă. Oștile maghiare au înaintat pe două direcții: dinspre Vidin spre Severin și dinspre nord, din Transilvania spre sud-vest, de unde veneau trupele conduse de voievodul Nicolae Lackfi. Operațiunea preconizată nu a dat rezultatele așteptate. În noiembrie, Vlaicu a învins pe râul Ialomița, în apropiere de Târgoviște, oastea voievodului transilvănean.
După victorie, voievodul Țării Românești devine arbitrul situației din țaratul Vidinului, unde după o intervenție armată cerută de localnici va obține, la 29 august 1369, eliberarea lui Strașimir și reconstituirea statului temporar ocupat de trupele maghiare. În contextul noii situații Ludovic recunoștea, în schimbul prestării formale a jurământului de vasalitate, toate titlurile și posesiunile lui Vlaicu, fără ca prin aceasta tensiunile politice dintre cele două state să slăbească.

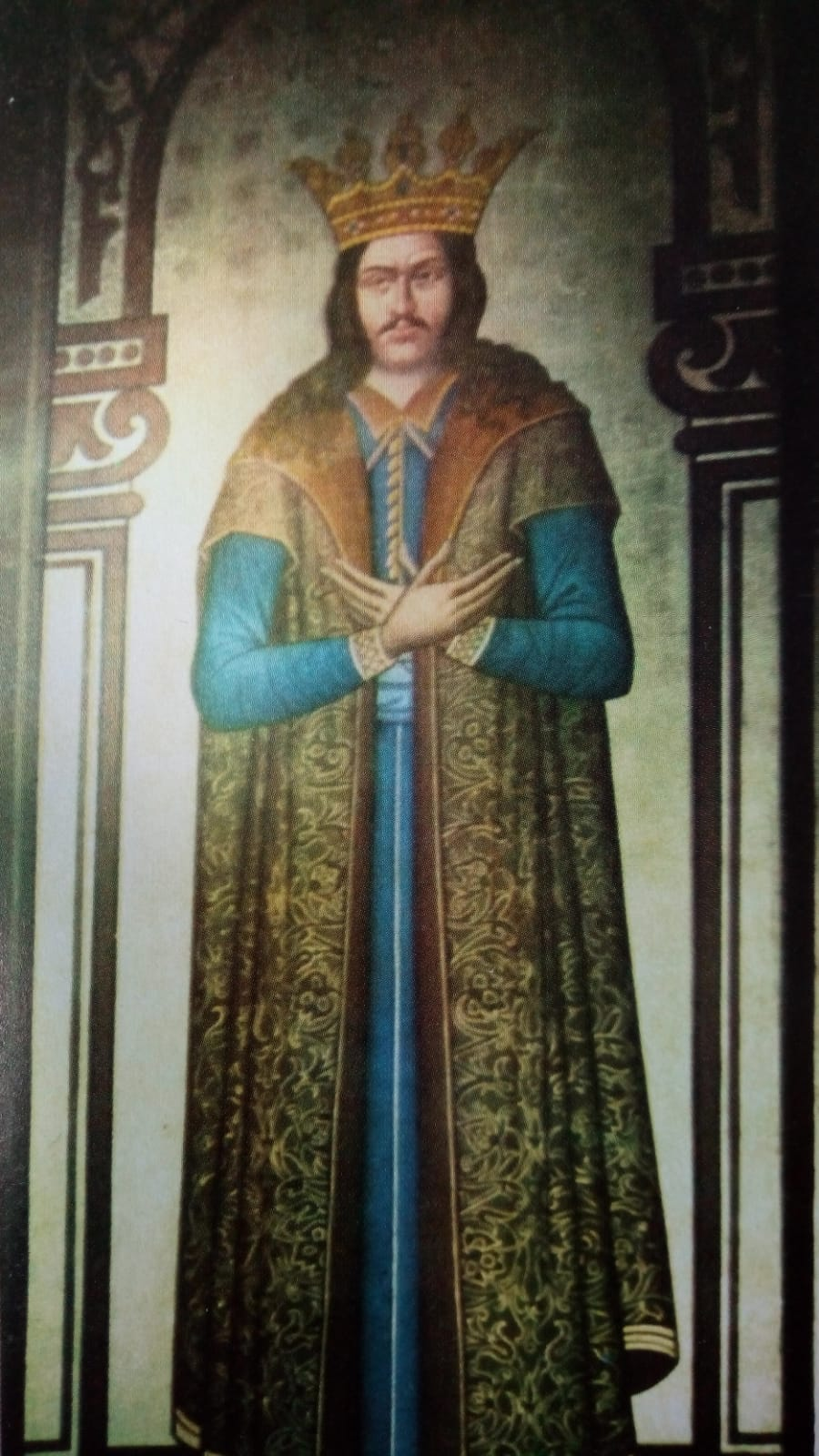
Frescă din catedrala de la Curtea de Argeș reprezentându-l pe domnul Țării Românești, Vladislav I Vlaicu

Numele lui Vlaicu Vodă este asociat și cu primele conflicte româno-turcești desfășurate în 1369. El a participat alături de regele Ludovic la o luptă cu oști ale sultanului Murad și țarului de Tărnovo, Ivan Alexandru. Ulterior, în 1371, oastea sa va fi prezentă la Cirmen (Cernomen) alături de trupe bizantine și sârbești, fără a putea dobândi victoria. Se pare că tot în vremea domniei sale, Chilia a revenit Țării Românești. Participarea sa la lupta pentru triumful ortodoxiei la nordul Dunării se va materializa prin consacrarea în 1370, la Severin, a celui de al doilea scaun mitropolitan muntean și prin susținerea călugărului de origine greacă Nicodim, creatorul tradiției monastice la nord de Dunăre. Lui Vladislav i se atribuie Vodița, lângă Severin, fondată anterior anului 1375 și Biserica Domnească din Curtea de Argeș. În plan economic, dă la 20 ianuarie 1368 un privilegiu pentru negustorii brașoveni, vama percepută mărfurilor – tricesima (a 30-a parte din valoarea transportului); este primul voievod al Țării Românești care bate monedă – ducații de argint plus o monedă secundară: banii.

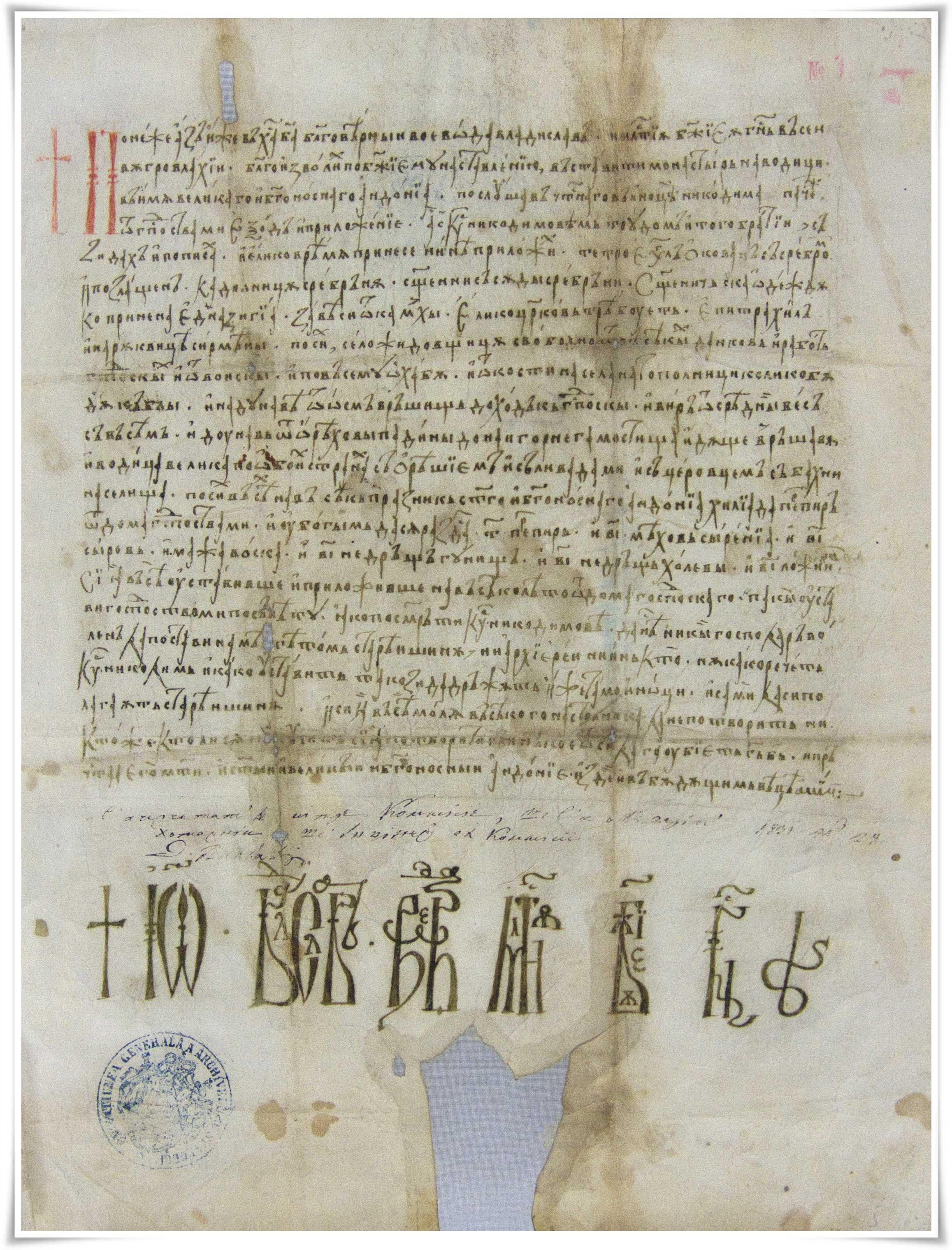
Documentul prin care Vladislav I dăruiește în anul 1374 Mănăstirii Vodița trei sate

Unul din cele mai vechi documente din Țara Românească (document original, în limba slavonă, pe pergament) prin care Vladislav I dăruiește în anul 1374 ctitoriei sale (Mănăstirea Vodița) trei sate, venitul domnesc de la opt pescării de la Dunăre și alte bunuri, este păstrat la Direcția Arhivelor Naționale Istorice Centrale din București.

## Emisiuni monetare
Printre alte realizări, Vladislav I este primul voievod român care emite monedă, în preajma anului 1365. Emisiunile monetare atribuite domniei lui Vlaicu Vodă, practic primele monede românești propriu-zise, au fost bătute numai în argint și au fost clasificate astfel de către numismații români (în speță clasificarea aparține lui Octavian Iliescu):
- I - piese cu diametrul de 18–21 mm și greutatea medie 1,05 g;
- II - piese cu diametrul de 16–18 mm și greutatea medie de 0,70 g;
- III - piese cu diametrul de 14–16 mm și greutatea medie 0,35 g, acestea din urmă fără legendă (anepigrafe).

Monedele din prima categorie ar aparține unui sistem similar cu ducații venețienii de argint bătuți începând din anul 1202, denumiți inițial ducați (ducato), apoi groși sau matapani, mult imitați în Peninsula Balcanică. Numele ducat este atestat mai târziu în documente pentru unitatea monetară a Țării Românești, fiind inițial echivalent cu groșii sârbești și bulgărești bătuți în sistemul ducaților venețieni de argint.
Monedelor din a doua categorie, cu greutate medie de 0,70 g, echivalente cu dinarul unguresc de argint din acea vreme, le revine denumirea de dinari.
A treia categorie, monede anepigrafe (dar purtând literele Б-Л pentru „Vladislav”) cu greutatea medie de 0,35 g, a fost cunoscută sub numele de ban, așa cum se numea anterior dinarul de argint al banilor (principilor) Slavoniei. Banul muntean era echivalent cu 1/2 dinar, deci corespundea obolului unguresc. Denumirea de „ban” s-a păstrat în epoca modernă, în prezent numele fiind purtat de cel mai mic nominal circulant, moneda de 1 ban, a suta parte dintr-un leu românesc.
Raportul dintre monedele muntenești medievale în perioada lui Vladislav I era următorul:
- 1 ducat muntean = 1½ dinar = 3 bani;
- 1 dinar = 2 bani.

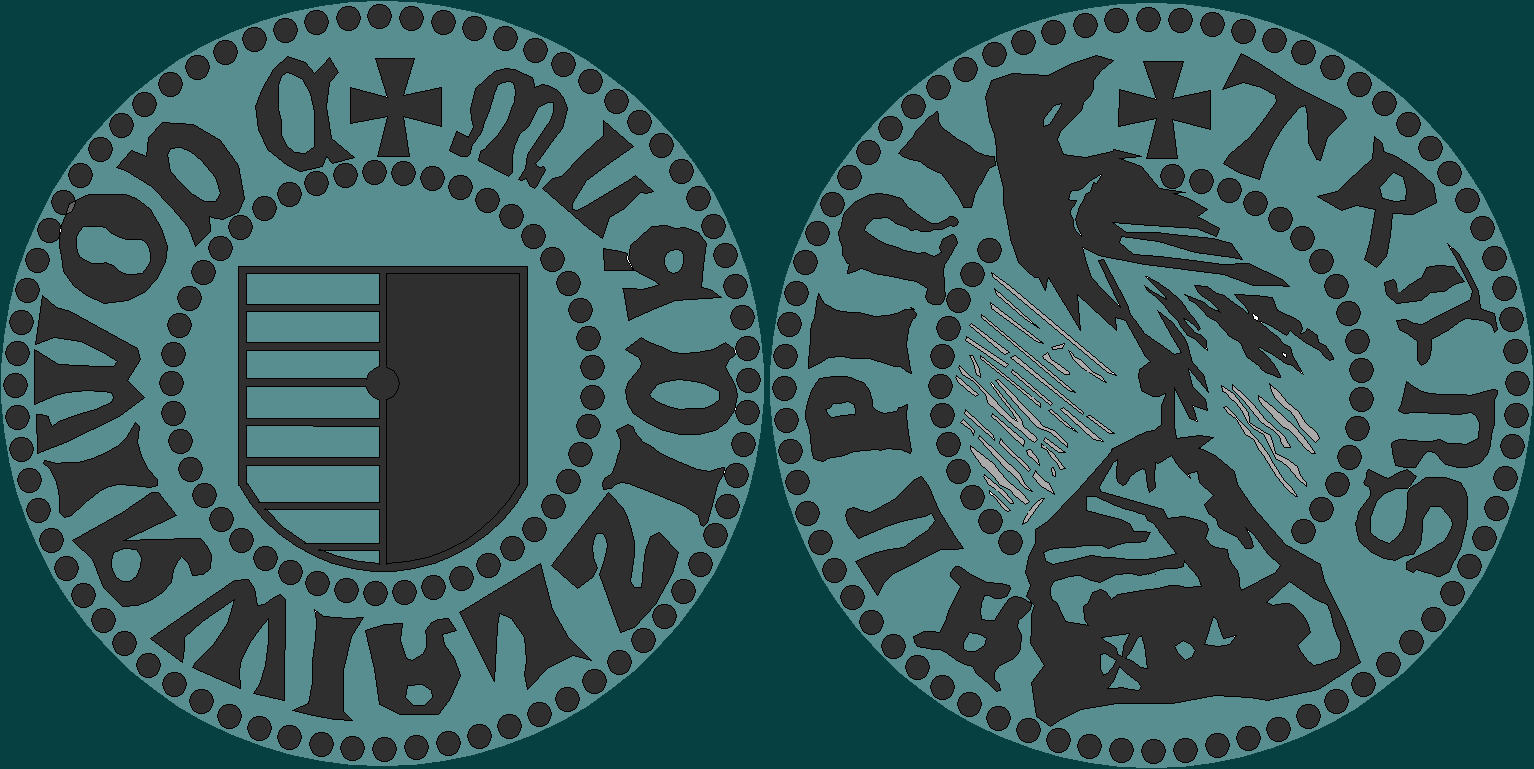
Ducat emis in vremea lui Vlaicu Vodă în Muntenia; avers: scutul fasciat al Basarabilor și inscripția latină WLADISLAI WAIVODA +; revers: stema Țării Românești (un corb așezată pe coif) și legenda TRANSALPINA, în traducere: „[Lui] Vladislav Voievodul [țării] de peste Munți”

## Emisiuni monetare comemorative
La 650 de ani de la începutul domniei lui Vladislav I Vlaicu, Banca Națională a României a pus în circulație, la 28 aprilie 2014, în atenția colecționarilor, o emisiune monetară de aur, având titlul de 900‰ formată dintr-o monedă rotundă cu valoarea nominală de 100 de lei, cu diametrul de 21 mm, greutatea de 6,452 g. A fost emisă într-un tiraj de 250 de exemplare, de calitate proof.Cantul monedei este zimțat.
Cu același prilej, BNR a emis și o monedă de circulație, de alamă, având valoarea nominală de 50 de bani, într-un tiraj de 1.000.000 de exemplare. Diametrul monedei este de 23,75 mm, greutatea de 6,1 g. Cantul monedei este inscripționat cu textul ROMANIA de două ori, cu steluță între cele două cuvinte.